# Murilo Bustamante
Murilo Bustamante, född 30 juli 1966 i Rio de Janeiro, är en brasiliansk MMA-utövare som gått matcher i bland annat UFC och Pride och har sin bakgrund inom brasiliansk Jiu-Jitsu. I januari 2002 blev han mästare i mellanvikt i UFC efter att ha besegrat Dave Menne. Han försvarade titeln mot Matt Lindland i maj samma år men blev sedan av med titeln efter att ha skrivit ett kontrakt med Pride.
I april 2000 var Bustamante med och bildade Brazilian Top Team som har ett flertal namnkunniga fighters i sitt stall.